# 搬運車

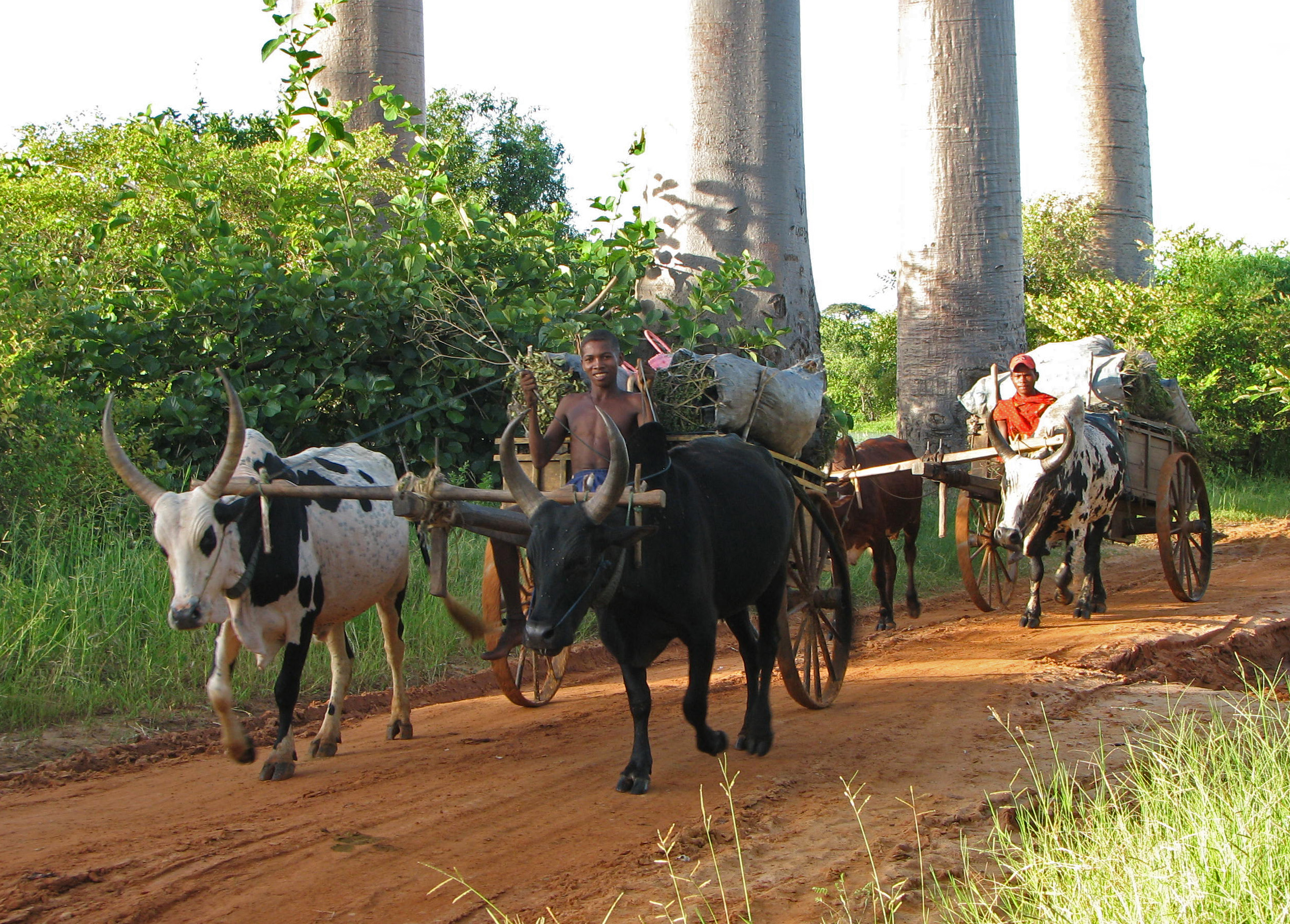
牛車。

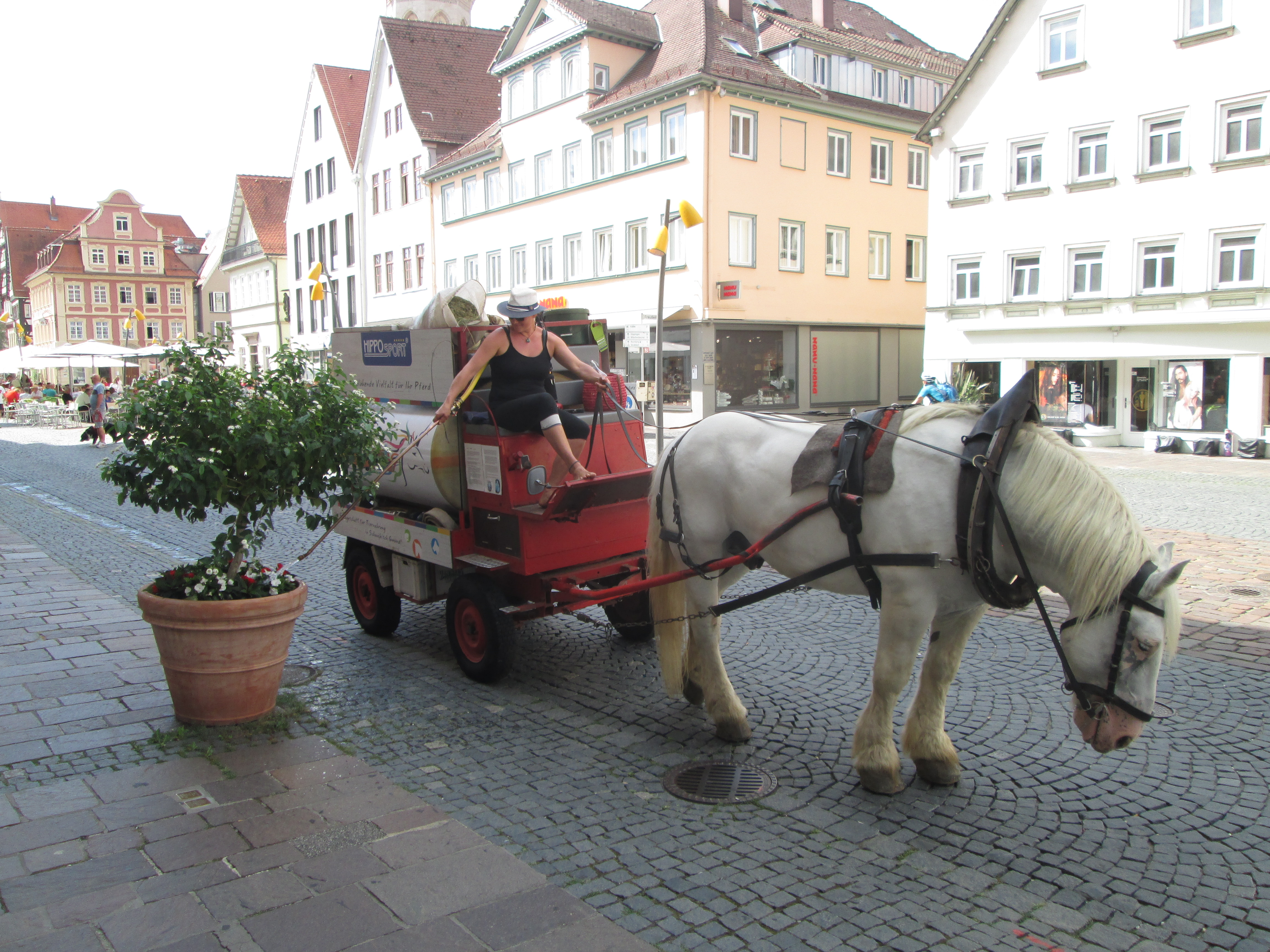
灌溉行道樹用途的運水馬車。

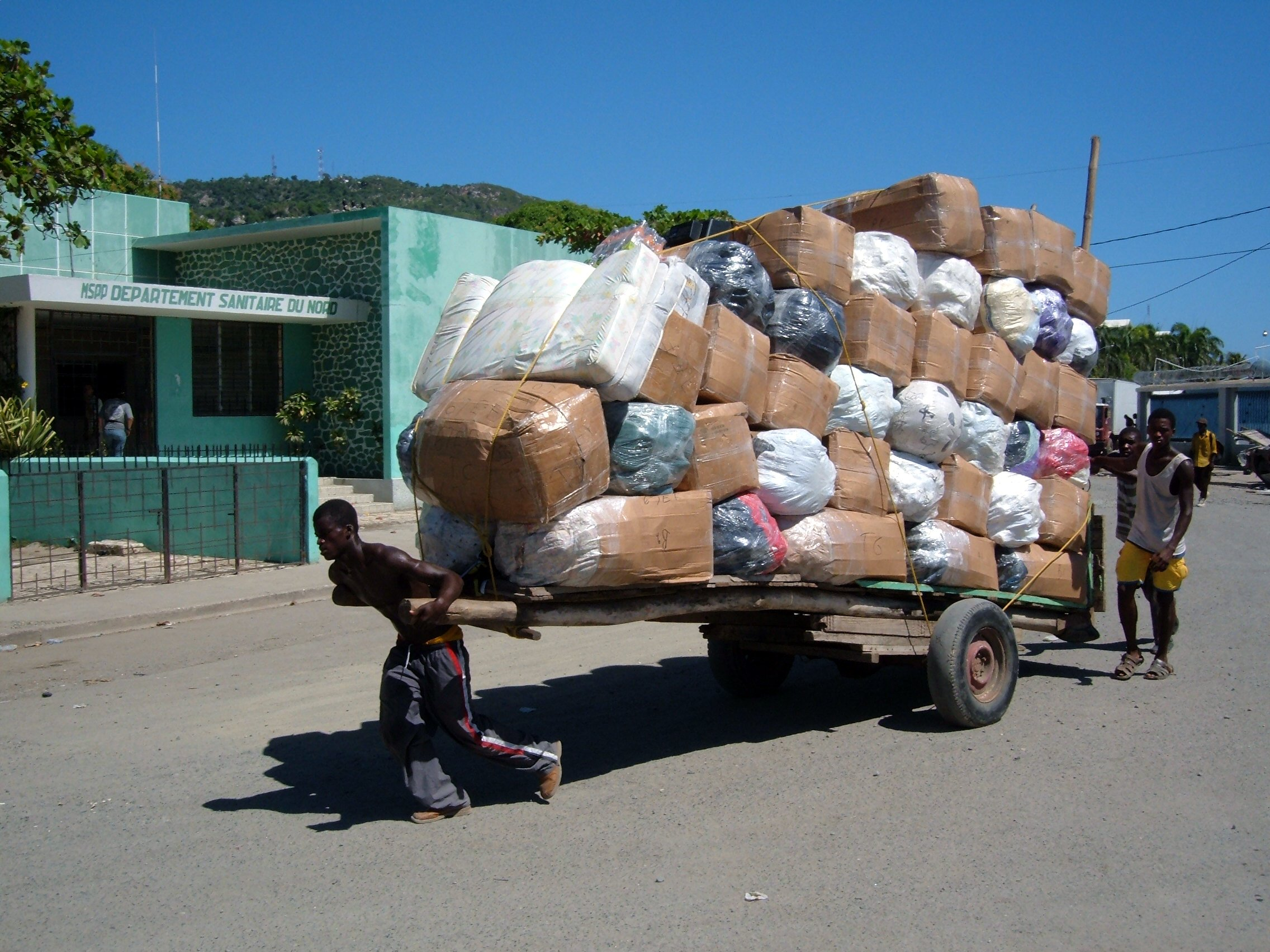
人力手拉車。

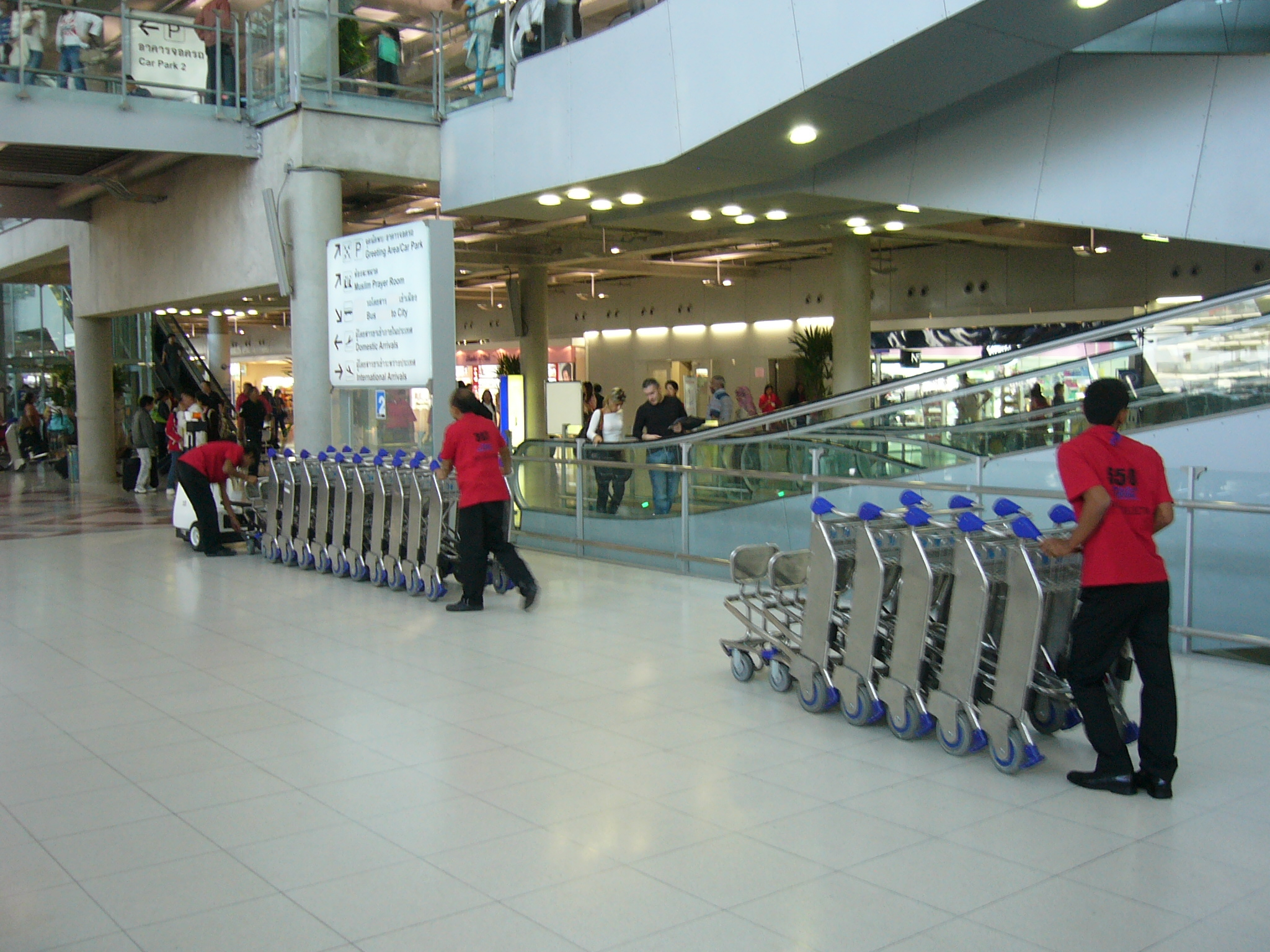
泰國機場堆車。

搬運車，或只稱為車，是用人力、獸力或發動機來發動的運輸工具，它與人力车近似。搬運車可由馬、騾、驢、牛、山羊或大型犬來拉動，隨著動力來源的不同而稱為馬車、牛車、手推車等等。高爾夫球車等小型車輛儘管是自動車，但也被歸類於是搬運車的一種。

## 歷史
西元前兩千年就已經出現過搬運車。